# Campionat de Sud-àfrica de ciclisme en contrarellotge
El Campionat de Sud-àfrica de ciclisme en contrarellotge és una competició ciclista que serveix per a determinar el Campió de Sud-àfrica de l'especialitat. El títol s'atorga al vencedor d'una única carrera. El vencedor obté el dret a portar un mallot amb els colors nacionals fins al Campionat de l'any següent en qualsevol prova en contrarellotge.

## Palmarès masculí
| Any  | Primer                      | Segon                       | Tercer                      |
| 1997 | Malcolm Lange               | Christopher Mountjoy        | Douglas Ryder               |
| 1998 | Malcolm Lange               | Simon Kessler               | Nicholas White              |
| 1999 | Morné Bester                | Simon Kessler               | Rudolf Wentzel              |
| 2000 | Robert Hunter               | David George                | Simon Kessler               |
| 2001 | David George                | Ryan Cox                    | Nicholas White              |
| 2002 | James Lewis Perry           | Nicholas White              | Ryan Cox                    |
| 2003 | Jeremy Maartens             | David George                | Nicholas White              |
| 2004 | David George                | Tiaan Kannemeyer            | Nicholas White              |
| 2005 | Tiaan Kannemeyer            | Ryan Cox                    | David George                |
| 2006 | David George                | Nicholas White              | Alex Pavlov                 |
| 2007 | David George                | James Lewis Perry           | Nicholas White              |
| 2008 | James Lewis Perry           | Nicholas White              | Kevin Evans                 |
| 2009 | Jacobus Venter              | David George                | James Lewis Perry           |
| 2010 | Kevin Evans                 | James Lewis Perry           | Jacobus Venter              |
| 2011 | Daryl Impey                 | Jay Robert Thomson          | Darren Lill                 |
| 2012 | Reinardt Janse van Rensburg | Jay Robert Thomson          | Johann Rabie                |
| 2013 | Daryl Impey                 | Jay Robert Thomson          | Johann Rabie                |
| 2014 | Daryl Impey                 | Jay Robert Thomson          | Conrad Stoltz               |
| 2015 | Daryl Impey                 | Reinardt Janse van Rensburg | Louis Meintjes              |
| 2016 | Daryl Impey                 | Reinardt Janse van Rensburg | Johann van Zyl              |
| 2017 | Daryl Impey                 | Willie Smit                 | Reinardt Janse van Rensburg |
| 2018 | Daryl Impey                 | Ryan Gibbons                | Rohan Du Plooy              |
| 2019 | Daryl Impey                 | Stefan de Bod               | Louis Meintjes              |
| 2020 | Daryl Impey                 | Stefan de Bod               | Kent Main                   |
| 2021 | Ryan Gibbons                | Matthew Beers               | Kent Main                   |
| 2022 | Byron Munton                | Kent Main                   | Brandon Downes              |
| 2023 | Stefan de Bod               | Alan Hatherly               | Brandon Downes              |
| 2024 | Ryan Gibbons                | Alan Hatherly               | Brandon Downes              |
| 2025 | Alan Hatherly               | Stefan de Bod               | Brandon Downes              |

### Palmarès sub-23
| Any  | Primer                      | Segon                    | Tercer                  |
| 2002 | Anton van der Merwe         |                          |                         |
| 2008 | Jay Robert Thomson          | Johann Rabie             | Jaco Venter             |
| 2009 | Jaco Venter                 | Burry Stander            | Johann Rabie            |
| 2010 | Reinardt Janse Van Rensburg | Paul Van Zweel           | David Charles Brown     |
| 2012 | Louis Meintjes              | Johannes Christoffel Nel | Myles Van Musschenbroek |
| 2013 | Louis Meintjes              | Johannes Christoffel Nel | Willie Smit             |
| 2014 | Louis Meintjes              | Nicholas Dougall         | Rohan Du Plooy          |
| 2015 | Morne van Niekerk           | Nicholas Dlamini         | Gustav Basson           |
| 2016 | Stefan de Bod               | Ryan Gibbons             | Keagan Girdlestone      |
| 2017 | Stefan de Bod               | Nicholas Dlamini         | Morne van Niekerk       |
| 2018 | Stefan de Bod               | Kent Main                | Gregory de Vink         |
| 2019 | Byron Munton                | Gregory de Vink          | Andries Nigrini         |
| 2020 | Byron Munton                | Marc Pritzen             | Jean-Pierre Lloyd       |
| 2021 | Marc Pritzen                | Jason Oosthuizen         | Callum Ormiston         |
| 2022 | Tiano Da Silva              | Jason Eggett             | Callum Ormiston         |
| 2023 | Dillon Geary                | Travis Stedman           | Tiano Da Silva          |
| 2024 | Dillon Geary                | Pedri Crause             | Travis Stedman          |
| 2025 | Pedri Crause                | Joshua Ethan Dike        | Warren Moolman          |

## Palmarès femení
| Any  | Primera               | Segona                    | Tercera                    |
| 1998 | Magdalena Day         | Annelie Colyn             | Erica Green                |
| 1999 | Ronel Van Wyk         | Tracey Jordaan            | Christine Strydom          |
| 2000 | Ronel Van Wyk         | Annelise Stander          | Frederika Frick            |
| 2001 | Ronel Van Wyk         | Adriana Fouche            | Thea Barkhuizen            |
| 2002 | Ronel Van Wyk         | Adele Jansen-Van Vuuren   | Diana McPherson            |
| 2003 | Ronel Van Wyk         | Nicolene Schepers         | Engela Conradie            |
| 2004 | Anke Erlank           | Altie Pienaar             | Ronel Van Wyk              |
| 2005 | Anke Erlank           | Ronel Van Wyk             | Altie Pienaar              |
| 2006 | Cassandra Slingerland | Lynette Jansen-Van Vuuren | Samantha Oosthuysen        |
| 2007 | Ronel Van Wyk         | Millecia Munro            | Marissa Stander            |
| 2008 | Marissa Stander       | Cassandra Slingerland     | Lynette Burger             |
| 2009 | Cassandra Slingerland | Lynette Burger            | Marissa Stander            |
| 2010 | Cassandra Slingerland | Lylanie Lauwrens          | Carla Swart                |
| 2011 | Cherise Taylor        | Ashleigh Moolman          | Cassandra Slingerland      |
| 2012 | Cherise Taylor        | Ashleigh Moolman          | An-Li Pretorius            |
| 2013 | Ashleigh Moolman      | Leezaan Hinrichsen        | Lise Olivier               |
| 2014 | Ashleigh Moolman      | Heidi Dalton              | Leandri Du Toit            |
| 2015 | Ashleigh Moolman      | Cherise Stander           | Heidi Dalton               |
| 2016 | Juanita Venter        | Samantha Sanders          | Cassandra Slingerland      |
| 2017 | Ashleigh Moolman      | Juanita Venter            | Brittany Peterson          |
| 2018 | Liezel Jordaan        | Yzette Oelofse            | S'Annara Grove             |
| 2019 | Liezel Jordaan        | Zanri Rossouw             | Juanita Venter             |
| 2020 | Ashleigh Moolman      | Carla Oberholzer          | Frances Janse van Rensburg |
| 2021 | Candice Lill          | Carla Oberholzer          | Zanri Rossouw              |
| 2022 | Carla Oberholzer      | Zanri Rossouw             | Dunnette Shaw              |
| 2023 | Zanri Rossouw         | Hayley Preen              | S'Annara Grove             |
| 2024 | Hayley Preen          | Emma Pallant              | Lucy Young                 |
| 2025 | Lucy Young            | Hayley Preen              | Zanri Rossouw              |